# Teleopsis whitei
Teleopsis whitei är en tvåvingeart som först beskrevs av Charles Howard Curran 1936.  Teleopsis whitei ingår i släktet Teleopsis och familjen Diopsidae. Inga underarter finns listade i Catalogue of Life.